# クルシェナイ
クルシェナイ（リトアニア語: Kuršėnai  発音）は、リトアニアの都市。人口は2009年現在13,617人。

## 人口
- 1897年 - 3,200人
- 1923年 - 3,000人
- 1939年 - 3,800人
- 1959年 - 9,100人
- 1970年 - 11,588人
- 1979年 - 13,223人
- 1989年 - 14,796人
- 2001年 - 14,197人

## 著名人
- スタシース・ラシュティキス (Stasys Raštikis) - リトアニアの陸軍将官